# Lista de prefeitos de Calçoene
Esta é a lista de prefeitos do município de Calçoene, estado brasileiro do Amapá
| Nº | Prefeito | Imagem                                     | Partido                                          | Vice-Prefeito                            | Início do mandato       | Fim do mandato | Observações |
| 1  | Geraldo Rocha Beraldo |                                            | Partido Social Democrático PSD                   |                                          | 22 de dezembro de 1956  | 30 de janeiro de 1961 | Prefeito nomeado |
| 2  | Alberto Neiverth |                                            | Aliança Renovadora Nacional ARENA                |                                          | 31 de janeiro de 1961   | 30 de janeiro de 1966 | Prefeito eleito em sufrágio universal. |
| 3  | Sandro Cavalcante de Souza |                                            | Aliança Renovadora Nacional ARENA                |                                          | 31 de janeiro de 1966   | 30 de janeiro de 1970 | Prefeito eleito em sufrágio universal. |
| 4  | Alberto Neiverth |                                            | Aliança Renovadora Nacional ARENA                |                                          | 31 de janeiro de 1970   | 30 de janeiro de 1973 | Prefeito eleito em sufrágio universal. |
| 5  | Sebastião Barbosa Xavier |                                            | Aliança Renovadora Nacional ARENA                |                                          | 31 de janeiro de 1973   | 31 de janeiro de 1977 | Prefeito eleito em sufrágio universal. |
| 6  | Patrício Fagundes Brandão |                                            | Partido Democrático Social PDS                   |                                          | 1º de fevereiro de 1977 | 31 de janeiro de 1983 | Prefeito eleito em sufrágio universal. |
| 7  | Roberto Guimarães Cavalcante |                                            | Partido Democrático Social PDS                   |                                          | 1º de fevereiro de 1983 | 31 de dezembro de 1988 | Prefeito eleito em sufrágio universal. |
| 8  | Sidney Santos Oliveira |                                            | Partido do Movimento Democrático Brasileiro PMDB |                                          | 1º de janeiro de 1989   | 31 de dezembro de 1992 | Prefeito eleito em sufrágio universal. |
| 9  | Mário Castro Oliveira |                                            | Partido da Frente Liberal PFL                    |                                          | 1º de janeiro de 1993   | 31 de dezembro de 1996 | Prefeito eleito em sufrágio universal. |
| 10 | Hélio Nunes de Souza |                                            | Partido Socialista Brasileiro PSB                |                                          | 1º de janeiro de 1997   | 31 de dezembro de 2000 | Prefeito eleito em sufrágio universal. |
| 11 | Raimundo Célio Guimarães Cavalcante |                                            | Partido Liberal PL                               | Vânia Regina da Silva Cavalcante (PL)    | 1º de janeiro de 2001   | 31 de dezembro de 2004 | Prefeito eleito em sufrágio universal. |
| 12 | José Jorge Pereira Récio |                                            | Partido Democrático Trabalhista PDT              | Reinaldo Santos Barros (PDT)             | 1º de janeiro de 2005   | 31 de dezembro de 2008 | Prefeito eleito em sufrágio universal. |
| 13 | Maria Lucimar da Silva Lima (Fortaleza-CE, 10.10.1960–) |                                            | Partido do Movimento Democrático Brasileiro PMDB | Luiz Arnaldo de Andrade Fernandes (PMDB) | 1° de janeiro de 2009   | 31 de dezembro de 2012 | Prefeita eleita em sufrágio universal. |
| 13 | Maria Lucimar da Silva Lima (Fortaleza-CE, 10.10.1960–) | Geida Fonseca Pontes (PSB)                 | Partido do Movimento Democrático Brasileiro PMDB | 1° de janeiro de 2013                    | 31 de dezembro de 2016  | Prefeita reeleita em sufrágio universal. | |
|    | interregno: vacância de 01.01.2017 a 02.01.2017 em razão da decisão do TRE-AP de diplomar apenas os vereadores eleitos e seus suplentes motivada pelo indeferimento da candidatura que obteve o maior número de votos (Reinaldo Barros) e do impedimento do candidato com registro deferido que obteve a maior votos (Lindoval Rosário). |                                            |                                                  |                                          |                         | | |
| 14 | Jones Fábio Nunes Cavalcante (Macapá-AP, 20.04.1971–) |                                            | Partido Popular Socialista PPS                   | não aplicável                            | 1° de janeiro de 2017   | 27 de março de 2017 | Presidente da Câmara Municipal que assumiu a Prefeitura de Calçoene em razão da vacância na chefia do Poder Executivo Municipal até a realização de eleições suplementares ocorridas em 12 de março de 2017. |
| 14 | Jones Fábio Nunes Cavalcante (Macapá-AP, 20.04.1971–) | Ângela Maria Avelar Deniur Monteiro (REDE) | Partido Popular Socialista PPS                   | 28 de março de 2017                      | 29 de novembro de 2019  | Prefeito eleito em sufrágio universal de eleições suplementares ocorridas em 12 de março de 2017 e que foi diplomado com sua vice-prefeita em 27 de março de 2017. O Prefeito eleito foi cassado em processo de impeachment pela Câmara Municipal de Calçoene, após a Operação Sangria da Polícia Federal que investigou corrupção no município, enquanto a Vice-prefeita não assumiu em virtude de renúncia ao seu cargo público em fevereiro de 2019, quando denunciou o esquema de corrupção. | |
| 15 | Júlio Cesar Buscarons, Júlio Sete Ilhas (Maria Helena-PR, 08.07.1965–) |                                            | Movimento Democrático Brasileiro MDB             | vago                                     | 12 de dezembro de 2019  | 31 de dezembro de 2020 | Vereador eleito pela Câmara para assumir a titularidade do Poder Executivo Municipal em razão do impeachment do Prefeito eleito em 2017. Presidente da Câmara Municipal de Calçoene desde janeiro de 2019, ele vinha exercendo a chefia do Executivo de forma interina desde a prisão do titular ocorrida em 09 de março de 2019. Eleito indiretamente pelo Legislativo calçoense, ele foi empossado em definitivo em 12 de dezembro de 2019. |
| 16 | Reinaldo Santos Barros (Belém-PA, 03.03.1977–12.03.2024) |                                            | Partido Democrático Trabalhista PDT              | Antonio de Sousa Pinto "Toim" (PL)       | 1° de janeiro de 2021   | 12 de março de 2024 | Prefeito eleito em sufrágio universal. |
| 17 | Antonio de Sousa Pinto, Toim ou Toinho Garimpeiro (Luzilândia-PI, 16.07.1971–) |                                            | Partido Liberal PL                               | vago                                     | 13 de março de 2024     | 31 de dezembro de 2024 | Vice-Prefeito assumiu a titularidade do Poder Executivo em razão do falecimento do Prefeito eleito. Foi empossado em definitivo em 15 de março de 2024. |
| 17 | Antonio de Sousa Pinto, Toim ou Toinho Garimpeiro (Luzilândia-PI, 16.07.1971–) | Partido Social Democrático PSD             | Gibson Costa dos Santos (MDB)                    | 1° de janeiro de 2025                    | Atualidade              | Prefeito reeleito em sufrágio universal. | |